# Templeux-la-Fosse

Templeux-la-Fosse este o comună în departamentul Somme, Franța. În 1 ianuarie 2022 avea o populație de 135 de locuitori.